# Henrietta Stanley

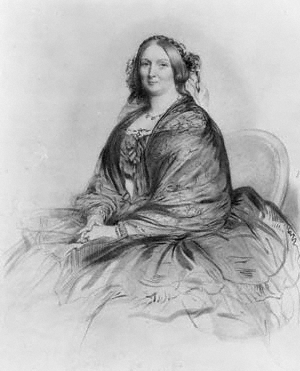
Lady Stanley of Alderley, Lithografie von Richard James Lane, 1860

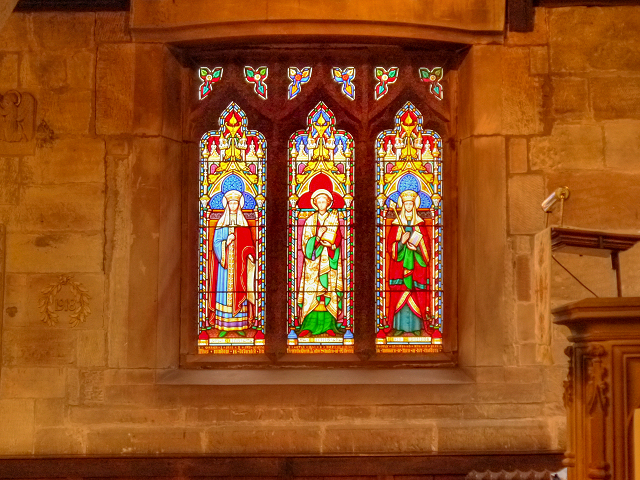
Fenster in der St Mary's Church in Nether Alderley zur Erinnerung an Stanley's früh verstorbene drei Töchter Margaret Olga, Cecilia und Mary Ethelfreda.

Henrietta Maria Stanley, Baroness Stanley of Alderley, geborene Dillon-Lee (* 21. Dezember 1807 in Halifax, Nova Scotia, Kanada; † 16. Februar 1895 in London), war eine britische, in Kanada geborene Salonnière und Frauenbildungsaktivistin. Sie war Gründerin und Sponsorin des Girton College an der Universität Cambridge, aber auch Unterzeichnerin einer Petition gegen das Frauenwahlrecht. Sie war die Großmutter des Philosophen Bertrand Russell.

## Leben
Stanley wurde als ältestes Kind von Henry Dillon, 13. Viscount Dillon, und Henrietta Browne, der Schwester von Dominick Browne, 1. Baron Oranmore and Browne, geboren. Sie war damit eine Nachfahrin sowohl von Karl II. (durch seine Mätresse Barbara Villiers) als auch von Jakob II. von England (durch seine Mätresse Catherine Sedley). Ihre Vorfahren waren römisch-katholisch und hatten ausgeprägte jakobitische Neigungen. Erst ihr Großvater Charles Dillon, 12. Viscount Dillon, konvertierte schließlich 1767 zum Anglikanismus.
In den 1790er Jahren diente ihr Vater als Offizier in der Catholic Irish Brigade, die teilweise in Nova Scotia stationiert war. 1814 zog Stanley mit ihrer Familie nach Florenz, wo sie auch an Empfängen von Luise zu Stolberg-Gedern, der Witwe des jakobitischen Thronprätendenten Charles Edward Stuart („Bonnie Prince Charlie“) teilnahm. Ihre nicht-englische Sozialisierung war auffällig, und ihr Enkel Bertrand Russell bemerkte dazu einmal:

„My grandmother's outlook, throughout her life, was in some ways more Continental than English. She was always downright, free from prudery, and eighteenth-century rather than Victorian in her conversation. Her French and Italian were faultless, and she was passionately interested in Italian unity.“

„Die Einstellung meiner Großmutter war zeitlebens in mancher Hinsicht eher kontinental als englisch. Sie war immer aufrichtig, frei von Prüderie und in ihrer Konversation eher aus dem achtzehnten Jahrhundert als aus dem viktorianischen. Ihr Französisch und Italienisch waren tadellos, und sie interessierte sich leidenschaftlich für die italienische Einheit.“

In Florenz lernte sie Edward Stanley, 2. Baron Stanley of Alderley, kennen und heiratete ihn am 7. Oktober 1826. Als ihr Mann 1848 zum Peer erhoben wurde, wurde sie zunächst Baroness Eddisbury. Zwei Jahre später folgte er seinem Vater als Baron Stanley of Alderley, unter diesem Titel wurde das Ehepaar später bekannt. Stanley korrespondierte mit ihrer Schwiegermutter Maria Josepha Holroyd, die eine außergewöhnliche Bildung genossen hatte. Sie pflichtete Stanley unter anderem bei, als dieser einen ihrer Söhne maßregelte, weil er Indianer als „Nigger“ bezeichnet hatte.
Stanley pflegte Freundschaften mit Thomas Carlyle, F. D. Maurice und, ab 1861, Benjamin Jowett. Sie leitete einen intellektuellen und politischen Salon und war eine der ersten Besucherinnen des von Maurice 1848 gegründeten Queen’s College in London. In Folge engagierte sie sich verstärkt für die Bildung von Frauen und setzte sich, wie sie es später ausdrückte, für „das Recht der Frauen auf höchste Kultur ein, die bisher den Männern vorbehalten war“.
Sie beteiligte sich an der Kampagne für die Zulassung von Frauen zu den örtlichen Universitätsprüfungen. Im Jahr 1867 lehnte sie das Angebot ab, Mitglied eines Komitees für die Planung einer Frauenuniversität zu werden, da „es nicht gern gesehen wird, wenn mein Name in der Öffentlichkeit erscheint“. Nach dem Tod ihres Mannes am 16. Juni 1869 war sie jedoch offenkundig freier. Stanley gründete im selben Jahr zusammen mit Emily Davies und Barbara Leigh Smith Bodichon das Girton College. Bald wurde sie zu einer prominenten Unterstützerin der National Union for the Improvement of Women's Education (1871), der Girls’ Public Day School Company, aus der der Girls Day School Trust (1872) wurde, und der London School of Medicine for Women (1874).
Anfang 1872 wurde sie erneut eingeladen, sich formeller an der Verwaltung von Girton College zu beteiligen, was sie diesmal annahm, und sie wurde Mitglied des Komitees für den Bau des Colleges. Das Projekt, das als gewagt und sogar skandalös angesehen wurde, profitierte von ihrer gesellschaftlichen Stellung. Stanley hielt „gesellschaftliche Stellung, gesunden Menschenverstand und die Fähigkeit zu regieren und zu vermitteln“ zur Führung eines Colleges durchaus für notwendig. Sie spendete sowohl Geld als auch Zeit für Girton, indem sie während einer Krankheit der Leiterin, Annie Austin einsprang oder indem sie 1.000 Pfund für die Einrichtung der ersten Bibliothek zur Verfügung stellte. Sie wurde 1884 gebaut und Stanley Library genannt. Als eines der wenigen Vorstandsmitglieder, die es wagten, sich mit Davies anzulegen, sprach sich Stanley vehement gegen den Bau einer Kapelle aus und befürwortete stattdessen die Verbesserung der Gehälter und der Ausstattung des Personals.
Die Baronin Stanley of Alderley hatte großen Einfluss in gesellschaftlichen und politischen Kreisen. Während seiner Zeit als Parliamentary Secretary to the Treasury (Chief-Whip) wurde Edward Stanley von Premierminister Henry Temple, 3. Viscount Palmerston als „joint whip with Mrs Stanley“ bezeichnet. Sie zerstritt sich mit Premierminister William Ewart Gladstone in der Frage der Home Rule und wurde eng mit der Women’s Liberal Unionist Association verbunden. Zusammen mit Jennie Churchill und der Mitstreiterin für Frauenbildung, Lucy Cavendish, gehörte sie  im Juni 1889 zu den Unterzeichnern eines Aufrufs gegen das Frauenwahlrecht.
Bertrand Russell, ihr Enkel, fürchtete ihren Spott und beschrieb sie als „Typ des achtzehnten Jahrhunderts, rationalistisch und phantasielos, scharf auf Aufklärung und verächtlich gegenüber der viktorianischen Gutmenschentümelei“ und urteilte „Großmutter Stanley […] hatte eine beträchtliche Verachtung für alles, was sie für dumm hielt.“
Stanley starb in ihrem Haus in London, das sie mit ihrer unverheirateten Tochter Maude geteilt hatte.
Lord und Lady Stanley of Alderley hatten zwölf Kinder: Henry Stanley, 3. Baron Stanley of Alderley (1827–1903), Alice Margaret (1828–1910), Henrietta Blanche (1830–1921, Großmutter von Clementine Churchill und Urgroßmutter der Mitford Sisters), Cecilia (1831–1839), Maude Alethea (1833–1915), Margaret Olga (1835–1836), John Constantine (1836–1878), Edward Stanley, 4. Baron Stanley of Alderley (1839–1925), Katherine Louisa (1842–1874, Mutter von Bertrand Russell), Algernon Charles (1843–1928), Rosalind Frances (1845–1921) und Mary Ethelfreda (1849–1849)
Drei ihrer Töchter starben jung. Zu ihrem Gedenken wurde 1860 in der St. Mary’s Church in Nether Alderley ein Kirchenfenster gestaltet. Auf dem Grab von Lord Stanley in derselben Kirche befindet sich eine Messingplatte mit einer Gravur von Lady Stanley und ihren zwölf Kindern.